# Shani Tarashaj
Shani Tarashaj (ur. 7 lutego 1995 w Hausen am Albis) – szwajcarski piłkarz albańskiego pochodzenia występujący na pozycji napastnika w holenderskim klubie FC Emmen oraz w reprezentacji Szwajcarii. Wychowanek Grasshopperu, w swojej karierze grał także w Evertonie.

## Statystyki kariery
(aktualne na dzień 3 maja 2019)
| Klub                       | Sezon              | Liga               | Liga  | Liga   | Puchar kraju | Puchar kraju | Europa | Europa | Suma  | Suma   |
| Klub                       | Sezon              | Liga               | Mecze | Bramki | Mecze        | Bramki       | Mecze  | Bramki | Mecze | Bramki |
| -------------------------- | ------------------ | ------------------ | ----- | ------ | ------------ | ------------ | ------ | ------ | ----- | ------ |
| Grasshopper                | 2014/15            | Swiss Super League | 19    | 1      | 1            | 1            | 4      | 0      | 24    | 2      |
| Grasshopper                | 2015/16            | Swiss Super League | 18    | 8      | 1            | 0            | –      | –      | 19    | 8      |
| Everton                    | 2015/16            | Premier League     | 0     | 0      | 0            | 0            | –      | –      | 0     | 0      |
| Grasshopper (wyp.)         | 2015/16            | Swiss Super League | 15    | 3      | 0            | 0            | –      | –      | 15    | 3      |
| Eintracht Frankfurt (wyp.) | 2016/17            | Bundesliga         | 13    | 1      | 1            | 0            | –      | –      | 14    | 1      |
| Grasshopper (wyp.)         | 2018/19            | Bundesliga         | 8     | 0      | 0            | 0            | –      | –      | 8     | 0      |
| Ogólnie w karierze         | Ogólnie w karierze | Ogólnie w karierze | 74    | 13     | 3            | 1            | 4      | 0      | 80    | 14     |